# Rob Ninkovich
(en) Statistiques sur pro-football-reference
Robert Michael Ninkovich, né le 1er février 1984, est un joueur américain de football américain. Il a annoncé sa retraite le 30 juillet 2017 après onze saisons dans la Ligue nationale de football américain dont les huit dernières avec les Patriots de la Nouvelle-Angleterre.

## Biographie
Rob Ninkovich est né à Blue Island dans l'Illinois d'une famille d'origine croate. En 2017 son salaire de base était de $1,000,000.

## Palmarès
- Saints de la Nouvelle-Orléans (2006-2007)
- Dolphins de Miami (2007–2008)
- Patriots de la Nouvelle-Angleterre (2009–2017), vainqueur des Super Bowl XLIX et LI